# 전산옹주
전산옹주(全山翁主, 생몰년 미상)는 조선 제2대 정종(定宗, 1357~1419, 재위: 1398~1400)의 서6녀이며, 어머니는 미상이다. 이희종(李希宗)에게 하가하여 3남 1녀를 얻었다.

## 생애
전산옹주는 언제 태어나고 졸하였는지 기록에 나와 있지 않고, 처음에 안성군주(安城郡主)의 호를 받았는 기록 이 나온다. 그녀의 삶에 대한 기록도 거의 없지만 실록에 부마가 첩에게 빠져 처자를 돌보지 않아 종매인 전산군주에게 세종이 봄과 가을에 미두를 내려 주라는 기록을 나와 있다.

## 별칭
- 안성군주(安城郡主)
- 전산옹주(全山翁主)

## 가족 관계
친정 전주 이씨(全州 李氏) 
- 조부 : 제1대 태조대왕(太祖大王, 1335~1408, 재위: 1392~1398)
- 조모 : 신의왕후 안변 한씨(神懿王后 安邊 韓氏, 1337~1391)
  - 아버지 : 제2대 정종대왕(定宗大王, 1357~1419, 재위: 1398~1400)
  - 어머니 : 미상

시가 용인 이씨(龍仁 李氏)
- 부마 : 사직 이희종(司直 李希宗)
  - 장남 : 이현손(李賢孫)
  - 차남 : 이옥산(李玉山)
  - 삼남 : 이형산(李荊山)
  - 장녀 : 조경남(曹敬南)에게 출가